# Carmen Manduapessy
Carmen Manduapessy (Assen, 28 september 1991) is een Nederlands voetballer die tussen 2012 en 2014 speelde voor Ajax in de Eredivisie Vrouwen en de Women's BeNe League. Inmiddels is ze overgestapt naar SC Buitenveldert. Manduapessy is de dochter van een Molukse vader en een Nederlandse moeder.

## Carrière
Manduapessy kwam in Assen ter wereld, maar groeide op in Groningen. Daar begon ze bij de F-pupillen van FC Lewenborg met haar voetbalcarrière. Vanaf de D-junioren stapte zo over naar Be Quick 1887 uit Haren. Op 16-jarige leeftijd kwam Manduapessy in 2008 terecht bij sc Heerenveen, dat voor het tweede seizoen in de Eredivisie Vrouwen ging spelen. Ze maakte als stage-speler indruk en verkoos bij de Friezen aan de slag te gaan boven een combinatie van voetbal en studie in de Verenigde Staten. Na twee seizoenen voor Heerenveen gespeeld te hebben, speelde ze een jaar voor SV Saestum. In 2011 ging ze spelen voor FC Utrecht. Direct in haar eerste wedstrijd raakte ze zwaar geblesseerd aan haar knie, waardoor ze een tijd uit de roulatie was. In de zomer van 2012 stapte ze over naar Ajax. In 2022  werd bekendgemaakt dat ze onderdeel gaat uitmaken van het nieuw opgerichte Ajax Vrouwen Amateurs. De selectie hiervan  bestaat uit oud-spelers van Ajax Vrouwen en ex-internationals en start in 2022/2023 in de derde klasse zaterdag.

## Statistieken
| Seizoen | Club          | Land      | Competitie          | Wedstrijden | Doelpunten |
| ------- | ------------- | --------- | ------------------- | ----------- | ---------- |
| 2008/09 | sc Heerenveen | Nederland | Eredivisie          | 21          | 1          |
| 2009/10 | sc Heerenveen | Nederland | Eredivisie          | 12          | 1          |
| 2010/11 | SV Saestum    | Nederland | Hoofdklasse         | -           | -          |
| 2011/12 | FC Utrecht    | Nederland | Eredivisie          | 2           | 0          |
| 2012/13 | Ajax          | Nederland | Eredivisie          | 17          | 2          |
| 2013/14 | Ajax          | Nederland | Eredivisie          | 11          | 0          |
| 2022/23 | Ajax          | Nederland | 3de klasse zaterdag | 1           | 0          |
| Totaal  | Totaal        | Totaal    | Totaal              | 63          | 4          |

Laatste update 14 april 2013 10:21 (CEST)